# Ballettmusik aus "Indigo und die 40 Räuber"
Ballettmusik aus "Indigo und die 40 Räuber" är en komposition (utan opusnummer) av Johann Strauss den yngre. Den spelades första gången den 10 februari 1871 i Theater an der Wien i Wien.

## Historia
Johann Strauss första operett Indigo und die 40 Räuber hade premiär den 10 februari 1871. Librettot var delvis skrivet av Maximilian Steiner (1830-80) och det var Steiners idé att införliva en balett i handlingen. Balettscenen sattes in som nummer '18a' i akt III, mellan "Marknadskören" (Nr. 18) och Ali Babas Lied (Nr. 19) "Kennt Ihr Männer und Ihr Weiber". 
På 1960-talet utökade Straussforskaren Max Schönherr (1903-84) Strauss balettmusik till ett fristående konsertstycke. Schönherr byggde upp ett ramverk av musik från akt III kring Strauss ursprungliga balettmusik. Han utelämnade dock codan (slutet av musiken) till förmån för, vad han ansåg att Strauss hade förbisett, valsmusiken från akt I för Fantasca, Janio och Romadour: "Ja, so singt man, ja so singt man in der Stadt wo ich geboren". Schönherrs arrangemang börjar med sluttakterna av 'Melodram' (Nr. 22a) i akt III, vilken direkt leder vidare till 'Schlachtmusik' (Nr. 15) i akt II och slutar med en utökad fanfar för att hedra Strauss originalmusik. 

## Om verket
Speltiden är ca 11 minuter och 11 sekunder plus minus några sekunder beroende på dirigentens musikaliska tolkning.

## Weblänkar
- Ballettmusik aus „Indigo und die 40 Räuber“ i Naxos-utgåvan.